# Stefan Biskupski (poseł)
Stefan Biskupski (ur. 27 września 1934 w Byczkach) – polski polityk, poseł na Sejm PRL VIII i IX kadencji.

## Życiorys
Syn Jana i Julianny. Był rolnikiem we wsi Byczki w gminie Godzianów (działał w organizacji zawodowej rolników). Od 1959 do 1974 był pracownikiem Gminnej Spółdzielni „Samopomoc Chłopska” w Godzianowie. W 1960 wstąpił do Zjednoczonego Stronnictwa Ludowego, zasiadał w prezydium Wojewódzkiego Komitetu tej partii). W 1977 ukończył Technikum Rolnicze w Łowiczu. W 1980 uzyskał mandat posła na Sejm PRL VIII kadencji w okręgu Skierniewice. Zasiadał w Komisji Przemysłu Ciężkiego, Maszynowego i Hutnictwa, Komisji Spraw Wewnętrznych i Wymiaru Sprawiedliwości oraz w Komisji Przemysłu. W 1985 uzyskał reelekcję. W Sejmie IX kadencji (funkcjonującym do 1989) był członkiem Komisji Odpowiedzialności Konstytucyjnej oraz Komisji Przemysłu. W 2002 z ramienia lokalnego komitetu kandydował na wójta gminy Godzianów, zajmując ostatnie, 4. miejsce (uzyskał 4,2% głosów).